# Čierna nad Tisou
Čierna nad Tisou (hongrois : Tiszacsernyő) est une ville de la région de Košice, en Slovaquie, dans l'ancien comitat hongrois de Zemplín.

## Histoire
La ville a été fondée en 1946 comme gare frontière et de transbordement entre les voies à écartement standard (1 435 mm) de la Slovaquie et large (1 520 mm) de l'Union soviétique à l'époque et de l'Ukraine actuellement.
Du 29 juillet au 1er août 1968, des négociations entre le dirigeant tchécoslovaque Alexander Dubček et le dirigeant soviétique Léonid Brejnev (désireux de mettre fin au Printemps de Prague) se sont déroulées à Čierna nad Tisou. L'échec de ces négociations a conduit à l'invasion de la Tchécoslovaquie par le Pacte de Varsovie le 20 août 1968.

## Démographie

### Évolution de la population
| Année:               | 1994. | 2004.    | 2014.    | 2024.   |
| -------------------- | ----- | -------- | -------- | ------- |
| Nombre de personnes: | 5032  | 4390     | 3683     | 3367    |
| Différence:          |       | -12,75 % | -16,10 % | -8,57 % |

| Année:               | 2023. | 2024.   |
| -------------------- | ----- | ------- |
| Nombre de personnes: | 3406  | 3367    |
| Différence:          |       | -1,14 % |

## Transport
Le village possède une gare voyageurs et marchandises sur la ligne de chemin de fer 190 entre Košice et Tchop ( Ukraine).

## Jumelages
- Ajak (Szabolcs-Szatmár-Bereg) (Hongrie)
- Tchop (Ukraine)